# ليزلي جوردن
ليزلي جوردن (بالإنجليزية: Leslie Jordan)‏ (29 أبريل 1955 - 24 أكتوبر 2022)، هو ممثل، وكاتب مسرحي، وممثل مسرحي، وممثل تلفزيوني، من الولايات المتحدة الأمريكية، ولد في تشاتانوجا.

## جوائز
حصل على جوائز منها:
- جوائز الإيمي برايم تايم.

## وصلات خارجية
- ليزلي جوردن على موقع IMDb (الإنجليزية)
- ليزلي جوردن على موقع روتن توميتوز (الإنجليزية)
- ليزلي جوردن على موقع ألو سيني (الفرنسية)
- ليزلي جوردن على موقع ميوزك برينز (الإنجليزية)
- ليزلي جوردن على موقع أول موفي (الإنجليزية)
- ليزلي جوردن على موقع قاعدة بيانات الأفلام السويدية (السويدية)
- ليزلي جوردن على موقع إن إن دي بي (الإنجليزية)
- ليزلي جوردن على موقع قاعدة بيانات الفيلم (الإنجليزية)
- ليزلي جوردن على موقع كينوبويسك (الروسية)